# Zelotes lividus
Zelotes lividus este o specie de păianjeni din genul Zelotes, familia Gnaphosidae, descrisă de Mello-leitão, 1943. Conform Catalogue of Life specia Zelotes lividus nu are subspecii cunoscute.